# Árvore de Porfírio

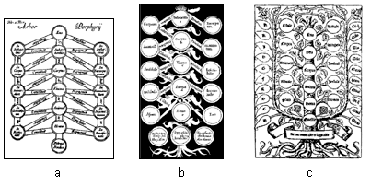
Três árvores porfirianas de Purchotius (1730), Boécio (século 6) e Ramon Llull (cerca de 1305).

A Árvore do Porfírio é um dispositivo clássico para ilustrar o que também é chamado de "escala de ser". Foi sugerida — se não primeiro, então mais famosamente na tradição filosófica europeia — pelo filósofo e lógico neoplatonista grego Porfírio, do século III EC. Também é conhecida como scala praedicamentalis. 
Porfírio sugere a árvore porfiriana na sua introdução (em grego, "Isagoge") para as categorias de Aristóteles. Porfírio apresentou a classificação de categorias de Aristóteles de uma maneira que mais tarde foi adotada em diagramas de árvore de divisões bidirecionais, que indicam que uma espécie é definida por um gênero e uma diferenciação e que esse processo lógico continua até que as espécies mais baixas sejam alcançadas, que não mais podem ser assim definidas. Não há ilustrações ou diagramas em edições do trabalho original de Porfírio. Porém, diagramas foram feitos e tornaram-se associados ao esquema descrito por Porfírio, seguindo Aristóteles. 
A Isagoge de Porfírio foi originalmente escrita em grego, mas foi traduzida para o latim no início do século VI d.C. por Boécio. A tradução de Boécio tornou-se o livro-padrão da lógica filosófica na Idade Média. Até o final do século XIX, teorias de categorias baseadas no trabalho de Porfírio ainda eram ensinadas aos estudantes de lógica. 
A seguinte passagem muito útil do filósofo James Franklin dá algumas dicas sobre a história da árvore de Porfírio: 
Na educação medieval, a introdução padrão aos trabalhos de Aristóteles era via Isagoge de Porfírio, e a divisão entrou na consciência educada na forma da "Árvore de Porfírio". Não está claro que o próprio Porfírio, na passagem relevante, foi além de Aristóteles ao recomendar a divisão. Mas seu breve comentário foi desenvolvido na Árvore por lógicos medievais. Ele aparece na Introdução à Lógica de William de Sherwood e recebe o nome de arbor Porphyrii na lógica medieval mais popular, Summulae Logicales, de Pedro da Espanha. O sistema de Lineu de espécies estáticas e discretas era simplesmente o resultado do preenchimento da Árvore abstrata com os nomes das espécies reais.
Assim, a noção da árvore porfiriana como um diagrama real vem posterior ao próprio Porfírio. Ainda assim, os estudiosos falam da árvore de Porfírio como na Isagoge e querem dizer com isso apenas que a ideia de dividir gêneros em espécies via differentiae é encontrada na Isagoge. Mas, é claro, Porfírio seguia apenas o que já estava em Aristóteles, e Aristóteles seguia o que já estava em seu professor, Platão.

## Exemplo
A seguinte árvore porfiriana consiste em três colunas de palavras; a intermediária (em negrito) contém a série de gêneros e espécies, e podemos tomá-la como análoga ao tronco de uma árvore. Os extremos (os termos que se projetam para a esquerda e a direita), contendo as diferenças, podemos tomar como análogos aos galhos de uma árvore: 
O diagrama mostra o gênero mais alto como substância. (Se a substância é um gênero mais alto, na verdade, não está em questão aqui: no momento, discutiremos apenas o que o diagrama mostra, não se o que ele mostra é verdadeiro ou falso.) O termo técnico para uma substância mais alta é "summum genus". Portanto, substância é o  summum genus conforme se segue este diagrama. O diagrama mostra que a substância do gênero possui duas diferenças, a saber, "pensante" e "extensa". Isso indica que existem duas espécies do gênero substância, substância pensante e substância extensa. O diagrama não fornece um termo para as espécies de substância pensante (o que seria "mente"), mas fornece o termo para as espécies de substância extensa, ou seja, corpo. Quer dizer, o corpo é uma espécie do gênero substância; corpo é aquela espécie do gênero substância que é extensa. 
Agora que vimos o corpo como uma espécie de substância, tratamos o corpo como um gênero em si. Como gênero, possui duas diferenças próprias: inanimado e animado. Portanto, existem duas espécies de corpo, corpo inanimado e corpo animado. O diagrama não nos diz qual é o termo para corpo inanimado, mas indica um termo para corpo animado, ou seja, animal. Animal é uma espécie animada do gênero corpo. 
E, novamente, agora que vimos o animal como uma espécie do gênero corpo, olhamos para o animal agora como um gênero e consideramos sua diferença, que é mostrada no diagrama como irracional e racional. Assim, de acordo com o diagrama, existem duas espécies do gênero animal, animal irracional e animal racional. O diagrama não nos diz o que é um termo para animal irracional, mas o diagrama indica que um animal racional é um humano. Assim, humano é uma espécie racional do gênero animal. 
Abaixo do ser humano, no entanto, não existem outras espécies. "Isto" e "aquilo", se forem considerados diferentes, são de um tipo especial que mapeia a espécie humana não em uma nova espécie, mas em seres humanos específicos. O homem particular Platão é nomeado no diagrama. Platão não é uma espécie (é por isso que seu nome não está em negrito, ao contrário das espécies acima). Portanto, humano é a espécie mais baixa neste diagrama. O nome técnico para as espécies mais baixas nesse esquema é "infima species". Assim, para este diagrama, humano é a infima species. 